# Scylaticus camptus
Scylaticus camptus là một loài ruồi trong họ Asilidae. Scylaticus camptus được Londt miêu tả năm 1992. Loài này phân bố ở vùng nhiệt đới châu Phi.